# Дзенцяри
Дзенцяри (пол. Dzięciary) — село в Польщі, у гміні Розпша Пйотрковського повіту Лодзинського воєводства.
Населення — 142 особи (2011).
У 1975-1998 роках село належало до Пйотрковського воєводства.

## Демографія
Демографічна структура станом на 31 березня 2011 року:
|          | Загалом | Допрацездатний вік | Працездатний вік | Постпрацездатний вік |
| -------- | ------- | ------------------ | ---------------- | -------------------- |
| Чоловіки | 60      | 11                 | 42               | 7                    |
| Жінки    | 82      | 17                 | 44               | 21                   |
| Разом    | 142     | 28                 | 86               | 28                   |